# Cartelègue

Cartelègue este o comună în departamentul Gironde din sud-vestul Franței. În 2009 avea o populație de 1.068 de locuitori.

## Evoluția populației
| An        | 1975 | 1982  | 1990 | 1999 | 2006  | 2009  |
| --------- | ---- | ----- | ---- | ---- | ----- | ----- |
| Populație | 687  | 1.064 | 829  | 874  | 1.001 | 1.068 |